# Oley
Oley es un lugar designado por el censo ubicado en el condado de Berks en el estado estadounidense de Pensilvania. En el Censo de 2010 tenía una población de 1282 habitantes y una densidad poblacional de 640,87 personas por km².

## Geografía
Oley se encuentra ubicado en las coordenadas 40°23′23″N 75°47′17″O / 40.38972, -75.78806. Según la Oficina del Censo de los Estados Unidos, Oley tiene una superficie total de 3.22 km², de la cual 3.18 km² corresponden a tierra firme y (1.29%) 0.04 km² es agua.

## Demografía
Según el censo de 2010, había 1282 personas residiendo en Oley. La densidad de población era de 640,87 hab./km². De los 1282 habitantes, Oley estaba compuesto por el 97.82% blancos, el 0.39% eran afroamericanos, el 0% eran amerindios, el 0.62% eran asiáticos, el 0% eran isleños del Pacífico, el 0.62% eran de otras razas y el 0.55% pertenecían a dos o más razas. Del total de la población el 2.96% eran hispanos o latinos de cualquier raza.